# Yapgråfågel
Yapgråfågel (Edolisoma nesiotis) är en starkt utrotningshotad fågel i familjen gråfåglar som förekommer på en enda ö i västra Stilla havet

## Utseende
Yapgråfågeln är en 24 cm lång och distinkt gråfågel med lång stjärt, slank kropp och relativt lång näbb. Hanen är rätt enhetligt mörkt skiffergrå med mörkare grå ansiktsmask. Honan är rostbrun ovan och ljust roströd under med bandade flanker och övergump.

## Utbredning och status
Fågeln förekommer enbart på ön Yap i ögruppen Karolinerna. IUCN kategoriserar den som starkt hotad.

## Systematik
Yapgråfågeln har liksom flertalet taxa placerades tidigare i Coracina, men DNA-studier visar att det släktet är parafyletiskt visavi drillfåglarna i Lalage.